# Palais Bechtolsheim

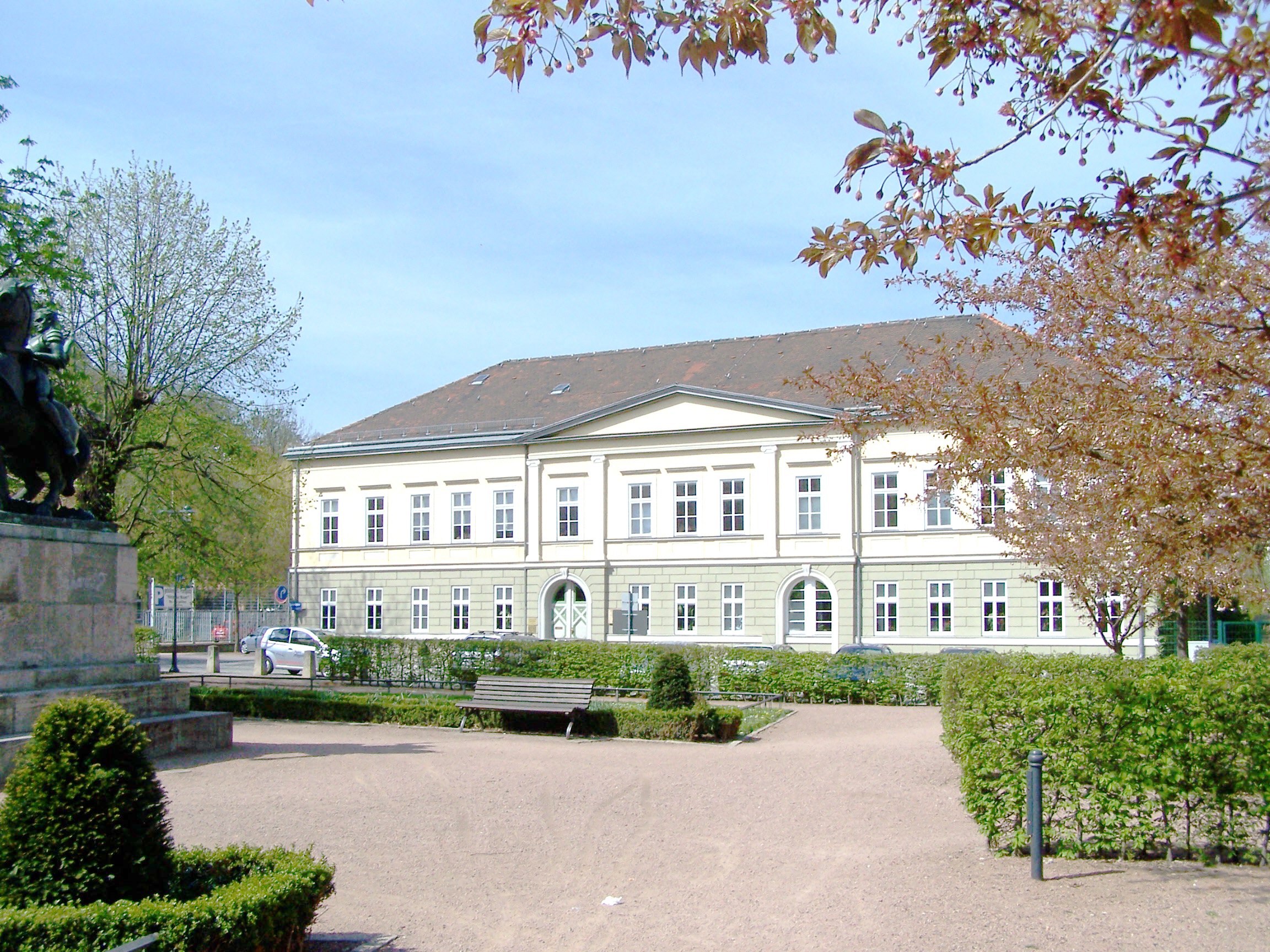
Kanzlerpalais am Jakobsplan

Das in der westlichen Altstadt von Eisenach gelegene Palais Bechtolsheim war der repräsentative Wohnsitz des in Eisenach residierenden Vizekanzlers des Herzogtums Sachsen-Weimar.
Es gilt als das älteste erhaltene klassizistische Gebäude in der Stadt.

## Geschichte
Das sogenannte Kanzlerpalais oder auch Palais Bechtolsheim am Jakobsplan 9 grenzte unmittelbar an den nordwestlichen Abschnitt der Stadtmauer. Es wurde vermutlich schon in den späten 1780er Jahren unter Einbeziehung von Teilen eines barocken Vorgängerbaus errichtet.
Bedeutendster Besitzer war Vizekanzler Johann Ludwig Freiherr von Mauchenheim genannt von Bechtolsheim (1725–1806), dieser war Stellvertreter Herzog Carl Augusts, somit der ranghöchste Staatsbeamter in Eisenach. In diesem Haus war auch Goethe mehrfach bei Staatsgeschäften und auf seinen Reisen zu Gast.
Im 19. Jahrhundert ging das Palais in den Besitz der Industriellenfamilie Streiber über. Es diente wiederum als repräsentativer Wohnsitz. In der Nazi-Diktatur hatte die Eisenacher SA in dem Gebäude Hausrecht, das Kriegsende überstand das Gebäude unbeschädigt. Zu DDR-Zeiten umgehend enteignet und verstaatlicht, war darin zeitweise die Stadtbibliothek und die Kommunale Wohnungsverwaltung untergebracht; auch hat die Eisenacher Filiale der Goethe-Gesellschaft hier ihren Treffpunkt. Heute dient es als Bürogebäude der Städtischen Wohnungsgesellschaft Eisenach.

## Bauliches
Das Gebäude war ursprünglich ein dreiflügeliger Baukörper, der nördliche Flügel ist nicht mehr vorhanden. Das zweigeschossige Zentralgebäude und der Südflügel erfuhren in den 1990er Jahren eine aufwändige Restaurierung, dabei wurden zahlreiche architektonische Details im Inneren des Gebäudes untersucht und gesichert. In den meist repräsentativ gestalteten Räumen findet man eine große Bandbreite von Stuckornamenten, die zugehörigen Gemälde, Möbel, Öfen und andere Einrichtungsgegenstände haben dagegen die Zeit nicht überdauert. Der nördliche, nicht mehr vorhandene Flügel besaß ehemals einen laubenartigen Durchgang zum angrenzenden Garten.